# Saltos ornamentais nos Jogos Olímpicos de Verão de 2020 - Qualificação
Este artigo detalha a fase de qualificação dos saltos ornamentais nos Jogos Olímpicos de Verão de 2020. (As Olimpíadas foram adiadas para 2021 devido à pandemia de COVID-19).. Um total de 136 vagas foram distribuídas, divididas igualmente entre homens e mulheres. Cada nação não pode levar mais do que 16 saltadores (até oito homens e oito mulheres), sendo um máximo de dois por evento individual e uma dupla por evento sincronizado. Os atletas devem ter 14 anos ou mais ao fim de 2020 para competir. 

## Linha do tempo
| Evento                                           | Data                        | Local        |
| ------------------------------------------------ | --------------------------- | ------------ |
| Campeonato Mundial de Esportes Aquáticos de 2019 | 12 a 20 de julho de 2019    | Gwangju      |
| Jogos Pan-Americanos de 2019                     | August 1–5, 2019            | Lima         |
| Campeonato Europeu de 2019                       | 5 a 11 de agosto de 2019    | Kiev         |
| Copa Asiática de 2019                            | 6 a 8 de setembro de 2019   | Kuala Lumpur |
| Campeonato da Oceania de 2019                    | 12 a 15 de dezembro de 2019 | Auckland     |
| Qualificatório Africano de 2019                  | 16 a 18 de dezembro de 2019 | Durban       |
| Copa do Mundo da FINA de 2021                    | 1 a 6 de maio de 2021       | Tóquio       |
| Realocação de vagas não utilizadas               | TBA                         | —            |

## Sumário de qualificação
Para as competições individuais, os doze melhores do Campeonato Mundial de 2019, os cinco campeões continentais e os finalistas da Copa do Mundo de 2020 receberão uma vaga. Para as duplas, as três melhores duplas do campeonato mundial, as quatro melhores da copa do mundo e o país-sede receberão uma vaga. Vagas adicionais irão para os melhores posicionados na Copa do Mundo até o limite de saltadores (68 por gênero) ser atingido.
| Nação                    | Saltos sincronizados | Saltos sincronizados | Saltos sincronizados | Saltos sincronizados | Saltos individuais | Saltos individuais | Saltos individuais | Saltos individuais | Total | Total   |
| Nação                    | 3 m masculino        | 10 m masculino       | 3 m feminino         | 10 m feminino        | 3 m masculino      | 10 m masculino     | 3 m feminino       | 10 m feminino      | Vagas | Atletas |
| ------------------------ | -------------------- | -------------------- | -------------------- | -------------------- | ------------------ | ------------------ | ------------------ | ------------------ | ----- | ------- |
| RSA África do Sul        |                      |                      |                      |                      |                    |                    | 2                  |                    | 2     | 2       |
| GER Alemanha             | Yes                  |                      | Yes                  | Yes                  | 2                  | 2                  | 1                  | 2                  | 10    | 9       |
| AUS Austrália            |                      |                      |                      |                      | 1                  | 2                  | 2                  | 2                  | 7     | 7       |
| BRA Brasil               |                      |                      |                      |                      |                    | 2                  | 1                  | 1                  | 4     | 4       |
| CAN Canadá               |                      | Yes                  | Yes                  | Yes                  | 1                  | 2                  | 2                  | 2                  | 10    | 10      |
| CHN China                | Yes                  | Yes                  | Yes                  | Yes                  | 2                  | 2                  | 2                  | 2                  | 12    | 10      |
| COL Colômbia             |                      |                      |                      |                      | 2                  | 1                  |                    |                    | 3     | 3       |
| KOR Coreia do Sul        |                      | Yes                  |                      |                      | 2                  | 2                  | 1                  | 1                  | 7     | 5       |
| EGY Egito                |                      |                      |                      |                      | 1                  | 1                  |                    | 1                  | 3     | 3       |
| ESP Espanha              |                      |                      |                      |                      | 2                  |                    |                    |                    | 2     | 2       |
| USA Estados Unidos       | Yes                  |                      | Yes                  | Yes                  | 2                  | 2                  | 2                  | 2                  | 11    | 11      |
| FRA França               |                      |                      |                      |                      | 1                  | 1                  |                    | 1                  | 3     | 3       |
| GBR Grã-Bretanha         | Yes                  | Yes                  | Yes                  | Yes                  | 2                  | 2                  | 2                  | 2                  | 12    | 12      |
| IRL Irlanda              |                      |                      |                      |                      | 1                  |                    |                    | 1                  | 2     | 2       |
| ITA Itália               | Yes                  |                      | Yes                  |                      | 1                  |                    |                    | 2                  | 4     | 6       |
| JAM Jamaica              |                      |                      |                      |                      | 1                  |                    |                    |                    | 1     | 1       |
| JPN Japão                | Yes                  | Yes                  | Yes                  | Yes                  | 1                  | 2                  | 2                  | 1                  | 10    | 11      |
| MAS Malásia              |                      |                      |                      | Yes                  |                    |                    | 2                  | 2                  | 5     | 5       |
| MEX México               | Yes                  | Yes                  | Yes                  | Yes                  | 2                  | 2                  | 2                  | 2                  | 12    | 14      |
| NOR Noruega              |                      |                      |                      |                      |                    |                    |                    | 1                  | 1     | 1       |
| NZL Nova Zelândia        |                      |                      |                      |                      | 1                  |                    |                    |                    | 1     | 1       |
| NED Países Baixos        |                      |                      |                      |                      |                    |                    | 1                  | 1                  | 2     | 2       |
| PUR Porto Rico           |                      |                      |                      |                      |                    | 1                  |                    |                    | 1     | 1       |
| DOM República Dominicana |                      |                      |                      |                      | 1                  |                    |                    |                    | 1     | 1       |
| RUS Rússia               | Yes                  | Yes                  |                      |                      | 2                  | 2                  | 1                  | 2                  | 9     | 7       |
| SGP Singapura            |                      |                      |                      |                      |                    | 1                  |                    | 1                  | 2     | 2       |
| SWE Suécia               |                      |                      |                      |                      |                    |                    | 1                  |                    | 1     | 1       |
| SUI Suíça                |                      |                      |                      |                      |                    |                    | 1                  |                    | 1     | 1       |
| UKR Ucrânia              |                      | Yes                  |                      |                      | 1                  | 1                  | 2                  | 1                  | 6     | 6       |
| VEN Venezuela            |                      |                      |                      |                      |                    | 1                  |                    |                    | 1     | 1       |
| Total: 30 CONs           | 8                    | 8                    | 8                    | 8                    | 29                 | 29                 | 27                 | 30                 | 147   | 144     |

## Sincronizado

### Trampolim 3 m sincronizado masculino
| Competição                    | Vagas | Equipes qualificadas                                  |
| ----------------------------- | ----- | ----------------------------------------------------- |
| Campeonato Mundial da FINA    | 3     | CHN China GBR Grã-Bretanha MEX México                 |
| Copa do Mundo da FINA de 2020 | 4     | GER Alemanha ITA Itália RUS Rússia USA Estados Unidos |
| País-sede                     | 1     | JPN Japão                                             |
| Total                         | 8     |                                                       |

### Plataforma 10 m sincronizado masculino
| Competição                    | Vagas | Equipes qualificadas                                |
| ----------------------------- | ----- | --------------------------------------------------- |
| Campeonato Mundial da FINA    | 3     | CHN China GBR Grã-Bretanha RUS Rússia               |
| Copa do Mundo da FINA de 2020 | 4     | CAN Canadá MEX México KOR Coreia do Sul UKR Ucrânia |
| País-sede                     | 1     | JPN Japão                                           |
| Total                         | 8     |                                                     |

### Trampolim 3 m sincronizado feminino
| Competição                    | Vagas | Equipes qualificadas                                        |
| ----------------------------- | ----- | ----------------------------------------------------------- |
| Campeonato Mundial da FINA    | 3     | CHN China CAN Canadá MEX México                             |
| Copa do Mundo da FINA de 2020 | 4     | GER Alemanha GBR Grã-Bretanha ITA Itália USA Estados Unidos |
| País-sede                     | 1     | JPN Japão                                                   |
| Total                         | 8     |                                                             |

### Plataforma 10 m sincronizado feminino
| Competição                    | Vagas | Equipes qualificadas                                |
| ----------------------------- | ----- | --------------------------------------------------- |
| Campeonato Mundial da FINA    | 3     | CHN China MAS Malásia USA Estados Unidos            |
| Copa do Mundo da FINA de 2020 | 4     | CAN Canadá GER Alemanha GBR Grã-Bretanha MEX México |
| País-sede                     | 1     | JPN Japão                                           |
| Total                         | 8     |                                                     |

## Individual

### Trampolim 3 m individual masculino
Para as disputas individuais, um atleta pode conquistar apenas uma vaga por prova para seu CON.
| Competição                         | Vagas | Saltadores qualificados |
| ---------------------------------- | ----- | --- |
| Campeonato Mundial da FINA         | 12    | CHN China (Xie Siyi) CHN China (Cao Yuan) GBR Grã-Bretanha (Jack Laugher) USA Estados Unidos (David Boudia) RUS Rússia (Nikita Shleikher) MEX México (Rommel Pacheco) COL Colômbia (Sebastián Morales) RUS Rússia (Evgeny Kuznetsov) GER Alemanha (Patrick Hausding) UKR Ucrânia (Oleh Kolodiy) KOR Coreia do Sul (Woo Ha-ram) USA Estados Unidos (Mike Hixon) |
| Jogos Pan-Americanos de 2019       | 1     | COL Colômbia (Daniel Restrepo) |
| Campeonato Europeu de 2019         | 1     | GBR Grã-Bretanha (James Heatly) |
| Copa Asiática de 2019              | 1     | JPN Japão (Ken Terauchi) |
| Campeonato da Oceania de 2019      | 1     | AUS Austrália (Li Shixin) |
| Qualificatório Africano de 2019    | 1     | EGY Egito (Mohab El-Kordy) |
| Copa do Mundo da FINA de 2021      | 7     | GER Alemanha (Martin Wolfram) FRA França (Alexis Jandard) MEX México (Rodrigo Diego) NZL Nova Zelândia (Anton Down-Jenkins) ESP Espanha (Nicolás García) JAM Jamaica (Yona Knight-Wisdom) DOM República Dominicana (Jonathan Ruvalcaba) |
| Realocação de vagas não utilizadas | 5     | CAN Canadá (Cedric Fofana) ITA Itália (Lorenzo Marsaglia) IRL Irlanda (Oliver Dingley) KOR Coreia do Sul (Kim Yeong-nam) ESP Espanha (Alberto Arévalo) |
| Total                              | 29    | |

### Plataforma 10 m individual masculino
Para as disputas individuais, um atleta pode conquistar apenas uma vaga por prova para seu CON.
| Competição                         | Vagas | Saltadores qualificados |
| ---------------------------------- | ----- | --- |
| Campeonato Mundial da FINA         | 11    | CHN China (Yang Jian) CHN China (Yang Hao) GBR Grã-Bretanha (Tom Daley) KOR Coreia do Sul (Woo Ha-ram) USA Estados Unidos (David Dinsmore) GBR Grã-Bretanha (Noah Williams) UKR Ucrânia (Oleksiy Sereda) FRA França (Benjamin Auffret) USA Estados Unidos (Brandon Loschiavo) RUS Rússia (Aleksandr Bondar) CAN Canadá (Vincent Riendeau) AUS Austrália (Cassiel Rousseau) |
| Jogos Pan-Americanos de 2019       | 1     | MEX México (Kevin Berlin) |
| Campeonato Europeu de 2019         | 1     | RUS Rússia (Ruslan Ternovoi) |
| Copa Asiática de 2019              | 1     | SGP Singapura (Jonathan Chan) |
| Campeonato da Oceania de 2019      | 1     | AUS Austrália (Domonic Bedggood) |
| Qualificatório Africano de 2019    | 1     | EGY Egito (Youssef Ezzat) |
| Copa do Mundo da FINA de 2021      | 8     | MEX México (Randal Willars) BRA Brasil (Kawan Pereira) GER Alemanha (Jaden Eikermann Gregorchuk) CAN Canadá (Rylan Wiens) COL Colômbia (Sebastián Villa) JPN Japão (Rikuko Tamai) GER Alemanha (Timo Barthel) FRA França (Matthieu Rosset) |
| Realocação de vagas não utilizadas | 5     | PUR Porto Rico (Rafael Quintero) VEN Venezuela (Óscar Ariza) KOR Coreia do Sul (Kim Yeong-taek) BRA Brasil (Isaac Souza) JPN Japão (Reo Nishida) |
| Total                              | 29    | |

### Trampolim 3 m individual feminino
Para as disputas individuais, uma atleta pode conquistar apenas uma vaga por prova para seu CON.
| Competição                         | Vagas | Saltadoras qualificadas |
| ---------------------------------- | ----- | --- |
| Campeonato Mundial da FINA         | 12    | CHN China (Shi Tingmao) AUS Austrália (Maddison Keeney) CHN China (Wang Han) CAN Canadá (Jennifer Abel) GER Alemanha (Tina Punzel) CAN Canadá (Pamela Ware) JPN Japão (Sayaka Mikami) GBR Grã-Bretanha (Grace Reid) UKR Ucrânia (Viktoriya Kesar) MAS Malásia (Ng Yan Yee) NED Países Baixos (Inge Jansen) AUS Austrália (Esther Qin) |
| Jogos Pan-Americanos de 2019       | 1     | MEX México (Dolores Hernández) |
| Campeonato Europeu de 2019         | 1     | RUS Rússia (Kristina Ilinykh) |
| Copa Asiática de 2019              | 1     | MAS Malásia (Nur Dhabitah Sabri) |
| Campeonato da Oceania de 2019      | 0     | NZL Nova Zelândia (Elizabeth Cui) |
| Campeonato Africano de 2019        | 1     | RSA África do Sul (Micaela Bouter) |
| Copa do Mundo da FINA de 2021      | 7     | USA Estados Unidos (Sarah Bacon) MEX México (Aranza Vazquez Montano) USA Estados Unidos (Samantha Pickens) UKR Ucrânia (Anna Pysmenska) JPN Japão (Haruka Enomoto) SUI Suíça (Michelle Heimberg) GBR Grã-Bretanha (Scarlett Mew Jensen)                                                                                               |
| Realocação de vagas não utilizadas | 4     | KOR Coreia do Sul (Kim Su-ji) RSA África do Sul (Julia Vincent) SWE Suécia (Emma Gullstrand) BRA Brasil (Luana Lira) |
| Total                              | 27    | |

### Plataforma 10 m individual feminino
Para as disputas individuais, uma atleta pode conquistar apenas uma vaga por prova para seu CON.
| Competição                         | Vagas | Saltadoras qualificadas |
| ---------------------------------- | ----- | --- |
| Campeonato Mundial da FINA         | 12    | CHN China (Chen Yuxi) CHN China (Lu Wei) CAN Canadá (Caeli McKay) CAN Canadá (Meaghan Benfeito) ITA Itália (Noemi Batki) AUS Austrália (Melissa Wu) GBR Grã-Bretanha (Lois Toulson) USA Estados Unidos (Delaney Schnell) MAS Malásia (Pandelela Rinong) JPN Japão (Matsuri Arai) NED Países Baixos (Celine van Duijn) USA Estados Unidos (Amy Cozad) |
| Jogos Pan-Americanos de 2019       | 1     | MEX México (Alejandra Orozco) |
| Campeonato Europeu de 2019         | 1     | UKR Ucrânia (Sofiya Lyskun) |
| Copa Asiática de 2019              | 0     | PRK Coreia do Norte (Kim Mi-rae) |
| Campeonato da Oceania de 2019      | 1     | AUS Austrália (Nikita Hains) |
| Campeonato Africano de 2019        | 1     | EGY Egito (Maha Gouda) |
| Copa do Mundo da FINA de 2021      | 8     | RUS Rússia (Yulia Timoshinina) MEX México (Gabriela Agúndez) GBR Grã-Bretanha (Andrea Spendolini-Sirieix) KOR Coreia do Sul (Kwon Ha-lim) GER Alemanha (Christina Wassen) BRA Brasil (Ingrid Oliveira) RUS Rússia (Anna Konanykhina) ITA Itália (Sarah Jodoin Di Maria)                                                                              |
| Realocação de vagas não utilizadas | 6     | GER Alemanha (Elena Wassen) IRL Irlanda (Tanya Watson) SGP Singapura (Freida Lim) MAS Malásia (Cheong Jun Hoong) FRA França (Alaïs Kalonji) NOR Noruega (Anne Tuxen) |
| Total                              | 30    | |